# Charles Walker
Charles David Walker (Bedford (Indiana), 29 de agosto de 1948) é um engenheiro e ex-astronauta norte-americano, veterano de três missões ao espaço. Seu voo inaugural, em 1984, transformou-o na primeira pessoa não ligada ao governo a ir ao espaço, um importante precursor do turismo espacial duas décadas depois.
Formado em engenharia civil, começou a trabalhar como especialista em combate a incêndios florestais, depois passando a integrar o quadro de engenheiros da Bendix, uma companhia privada de desenvolvimento aeroespacial, onde trabalhou em análise de aerodinâmica, desenho de mísseis e sistemas de voo. 
Em 1977 juntou-se à McDonnell Douglas onde atuou como engenheiro de testes do subsistema de propulsão do ônibus espacial. Nesta função, em meados dos anos 1980 treinou os astronautas da NASA nos sistemas de carga do orbitador e em 1986 foi designado para assistente especial do presidente da empresa, morando em Washington D.C.

## Astronauta
Apesar de nunca ser empregado da NASA, ele sempre esteve envolvido em diversos projetos da agência através da McDonnell-Douglas e em 1983 foi qualificado como especialista de carga e após treinamento, voou em três missões espaciais acompanhando os equipamentos da empresa no ônibus espacial, com a MD pagando por sua viagem; com isso, tornou-se o primeiro astronauta não empregado da NASA a ir ao espaço.
Seu primeiro voo foi na STS-41-D Discovery em agosto de 1984, a primeira missão da Discovery, onde por mais de cem horas ele operou um sistema de crescimento de cristais desenvolvido pela MD baseado em células vivas.
Seu segundo voo, em abril de 1985, foi na STS-51-D, também na Discovery, onde mais uma vez trabalhou com o experimento da McDonnell-Douglas. A última missão como astronauta foi em novembro do mesmo ano, na nave Atlantis STS-61-B, onde novamente operou o Continuous Flow Electrophoresis System da Douglas, desenvolvido para produzir produtos farmacêuticos industriais em microgravidade. O objetivo era desenvolver no espaço cristais maiores e mais puros que qualquer um existente na Terra.